# Associação Atlética Caldense
Associação Atlética Caldense é uma agremiação esportiva de Poços de Caldas, no estado de Minas Gerais. Fundada a 7 de setembro de 1925, manda seus jogos no Estádio Dr. Ronaldo Junqueira (Ronaldão). Suas cores são o verde e branco e o periquito é o mascote. Além do futebol profissional, o clube possui modalidades como futsal, natação, vôlei, basquete, tênis, peteca, críquete, tênis de mesa e diversas outras. Historicamente, seu maior rival é o Rio Branco de Andradas Futebol Clube.

## História
O futebol chegou a Poços de Caldas em 1904, com a fundação do Foot-Ball Club Caldense. Porém, o primeiro campeonato local só foi disputado em 1920.
A Caldense foi fundada de fato no dia 16 de novembro de 1925, por remanescentes do Foot-Ball Club Caldense.  A primeira diretoria do clube teve João de Moura Gavião como presidente, professor Hugo Sarmento como vice-presidente, Romeu Chiacchio como primeiro secretário, Cherubim Borelli como segundo secretário, Caetano Pereira como tesoureiro, Flamínio Maurício como procurador, e Octávio Mantovani como diretor esportivo. A Comissão de Sindicância era composta por João de Oliveira Carmo, Antônio Ricci Júnior, Domingos Lamberti, Vitor Fortunato e Adolpho Guetti. Nesse mesmo ano, o primeiro grande estádio da cidade, Christiano Osório, construído em 1923, passou definitivamente a pertencer à Caldense.
Após reunião realizada no dia 3 de abril de 1926, a Caldense funde-se com o Gambrinus Futebol Clube, originando a Associação Atlética Caldense. A primeira diretoria eleita do novo clube foi teve como presidente o capitão Afonso Junqueira, Fosco Pardini como presidente efetivo e Ulpiano César Mine como vice-presidente. João de Moura Gavião, primeiro presidente da Caldense, desta vez ocupou-se do cargo de tesoureiro, porém falecendo no ano seguinte.
No ano de 1928, o presidente João Porfírio Bueno Brandão resolveu antecipar para o dia 7 de setembro a data de fundação da Caldense, com a justificativa de ser uma importante data cívica e coincidir com o feriado nacional. Somente em 1943, quando João Coelho da Silva presidia o clube, é que esta data foi oficializada pelo Conselho Deliberativo, criado naquele ano.
Desde os primeiros anos, a Caldense foi um clube voltado principalmente para os esportes especializados, tendo conquistado diversos títulos no vôlei, basquete, futsal, natação e outras modalidades.
Em 1968, o time de futebol jogou pela primeira vez em Belo Horizonte. Foi no dia 22 de novembro no Independência, contra o misto do Cruzeiro, que venceu por 3 a 0. Durante muito tempo, a Caldense disputou a Segunda Divisão do Campeonato Mineiro, e somente em 1972 estreou na elite estadual.
Em 2002, a Caldense conquistou o maior título de sua história, ao vencer o Campeonato Mineiro. Na partida do título, dia 5 de maio, vitória da "Veterana" sobre o Nacional de Uberaba, com gols de Gustavinho e Carioca. É preciso lembrar, porém, que nesse ano as equipes grandes do Estado: Cruzeiro, Atlético Mineiro e América Mineiro, bem como o Mamoré, não disputaram o Campeonato Mineiro, mas sim o Torneio Sul-Minas. Os quatro times só disputaram o Supercampeonato Mineiro, em que a Caldense acabou sendo vice-campeã, atrás apenas do Cruzeiro.
No Campeonato Mineiro (módulo I) de 2007, a Caldense iniciou a disputa como uma das favoritas às semifinais. Chegou a liderar o torneio porém, após forte queda de rendimento, terminou na décima primeira colocação e amargou o rebaixamento ao módulo II do futebol mineiro em 2008.
No ano de 2008, jogando pelo Campeonato Mineiro (1ª Divisão módulo II), por pouco a Caldense não conseguiu retornar a elite do futebol mineiro, disputando a última vaga no último jogo com o Uberlândia, porém, mesmo com a expressiva vitória por 3 à 0 contra o time do Poços de Caldas Futebol Clube, não foi possível o acesso, pois o Uberlândia necessitava apenas de si para garantir a vaga na (1ª Divisão módulo II).
Em 2009, após uma bela campanha no Campeonato Mineiro (1ª Divisão módulo II), a Caldense conseguiu retornar a elite do futebol mineiro, ficando atrás apenas do Ipatinga Futebol Clube. A Caldense veio a conquistar seu primeiro título mineiro em 2002 quando tinha um elenco mais forte.
Em uma ótima campanha sob o comando do treinador Leonardo Condé no campeonato mineiro da primeira divisão de 2015, a Caldense conseguiu, em um feito inédito, terminar a primeira fase como líder invicto, com 7 vitórias e 4 empates em 11 jogos. Com a liderança, a equipe se classificou para a fase mata a mata do campeonato mineiro, garantindo também uma vaga na série D do brasileirão de 2015.

### A Maior Conquista da Veterana
Em um feito inédito em sua história o clube de Poços de Caldas conseguiu o vice campeonato mineiro 2015 se destacando frente aos dois grandes clubes da Capital e grandes campeões do campeonato regional, Atlético e Cruzeiro. Após permanecer líder e invicto por todo o campeonato o time alviverde se classificou para a decisão. Mais que isso conquistou a vantagem de jogar por dois empates e a ultima partida em seus domínios. Como o a capacidade mínima necessária para receber a final do Campeonato Mineiro era de 10 mil pessoas, a Caldense não pode mandar o segundo jogo da decisão em Poços de Caldas e sim em Varginha.
O primeiro jogo, no Mineirão ficou empatado em 0x0 com várias chances desperdiçadas pela Caldense Na decisão em Varginha a Caldense jogava melhor até tomar o primeiro gol no segundo tempo. Mas o time não desistiu e empatou imediatamente e teve diversas chances para virar. Mas no final da partida, Jô, atacante do Atlético Mineiro que não fazia gol há um ano, marcou um gol em posição irregular e garantiu o título para o Galo.
No final de jogo membros da comissão técnica e jogadores da Caldense foram pra cima do árbitro enquanto a torcida entoava um canto de vergonha em Varginha. Mesmo assim, o Campeonato Mineiro de 2015 entrou para a história da Veterana.

## Hino

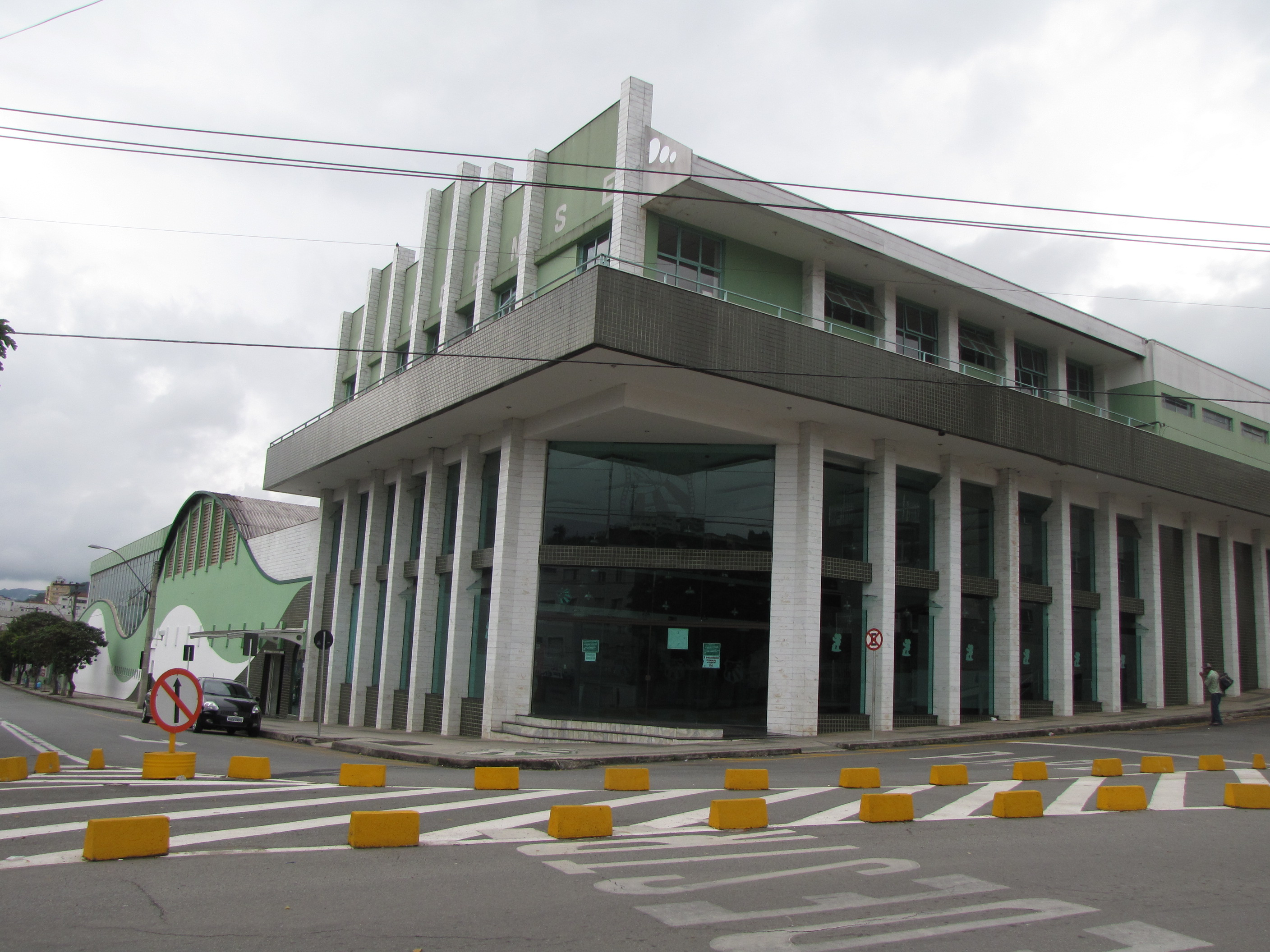
Fachada da sede social da Caldense

A primeira vez que houve referências a uma proposta de se criar um hino para a Caldense, foi em 1933, quando o maestro Carlos Sangiorgi ofertou uma composição sua para Associação Atlética. Porém, dificuldades momentâneas não possibilitaram fazer o arranjo.

No dia 23 de setembro de 1973 é apresentada, em uma reunião, a letra e a música “Verdão”, de autoria de José Rafael dos Santos Neto, poeta poços caldense. Seu trabalho foi aprovado por unanimidade pela diretoria, sob a presidência de Benedicto Norberto Filho.
É no pé e na raça
Que lutamos pela taça
Olé, olé, olé
Onze “cobras” muito nossos
Que, vestindo a cor de Poços
Sabem bater o pé
Salve, salve a Veterana
Clube forte e tão bacana
E que é querido demais
Vitória, glória ao “Verdão”
Que vibra no coração
Da nossa Minas Gerais
Vitória, glória ao “Verdão”
Que vibra no coração
Da nossa Minas Gerais

## Símbolos

### Escudos
|  |  |  |  |  |  |

## Centro de Treinamentos
Hoje, além de contar com uma sede administrativa e para uso de atividades de lazer pelos associados, a Caldense possui também o Centro de Treinamentos Geraldo Martins Costa, o “Ninho dos Periquitos”, inaugurado no ano de 1996, na administração do  presidente Laércio Otávio Martins, hoje o CT conta com:
- 3 campos de treinamento
- 11 apartamentos com 44 camas
- Cozinha industrial
- Sala com aparelho de TV
- Sala de recreação
- Sala de musculação
- Escritório
- Sala de departamento médico
- Piscina aquecida
- Vestiário para jogadores
- Vestiário para comissão técnica.

## Títulos
| ESTADUAIS | ESTADUAIS                      | ESTADUAIS | ESTADUAIS                                       |
|           | Competição                     | Títulos   | Temporadas                                      |
| --------- | ------------------------------ | --------- | ----------------------------------------------- |
|           | Campeonato Mineiro             | 1         | 2002                                            |
|           | Torneio Incentivo Mineiro      | 2         | 1975* e 1983                                    |
|           | Campeonato Mineiro do Interior | 8         | 1974, 1975, 1976, 1977, 1996, 2002, 2004 e 2015 |
|           | Torneio da Esperança FMF       | 1         | 1980                                            |
|           | Copa Sul Triângulo             | 1         | 1974                                            |

- Em 1975 o Torneio Incentivo da FMF foi batizado também de Torneio Governador do Estado.

### Outras conquistas
- Primeira fase Campeonato Mineiro: 2015
- Torneio Mauro Ramos de Oliveira: 1966 e 1967
- Torneio Cidade de Poços de Caldas: 1977

### Campanhas de destaque
- Vice-campeã Supercampeonato Mineiro: 2002
- Vice-campeã Mineiro Módulo I: 2015
- Vice-campeã Mineiro Módulo II: 1985 e 2009
- Vice-campeã Divisão de Acesso: 1969
- Vice-campeã Torneio Incentivo Mineiro: 1976 e 1978

## Estatísticas

### Participações
|  | Participações em 2025 |

| Competição   | Competição            | Temporadas | Melhor campanha           | Estreia | Última | P | R |
| Minas Gerais | Campeonato Mineiro    | 49         | Campeã (2002)             | 1970    | 2023   |   | 3 |
| Minas Gerais | Módulo II             | 10         | Vice-campeã (1985 e 2009) | 1961    | 2025   | 3 | – |
| Brasil       | Campeonato Brasileiro | 1          | 30ª colocada (1979)       | 1979    | 1979   |   | – |
| Brasil       | Série B               | 1          | 30ª colocada (1980)       | 1980    | 1980   | – | – |
| Brasil       | Série C               | 1          | 83ª colocada (1995)       | 1995    | 1995   | – | – |
| Brasil       | Série D               | 8          | 7ª colocada (2015)        | 2015    | 2022   | – |   |
| Brasil       | Copa do Brasil        | 8          | 2ª fase (2003 e 2014)     | 2003    | 2023   |   |   |

|  | Primeira Divisão e Módulo I |
|  | Módulo II                   |
|  | Segunda Divisão             |
|  | Terceira Divisão            |

## Ranking da CBF
Ranking da CBF
Ranking atualizado em dezembro de 2024
- Posição: 126º
- Pontuação: 456 pontos[4]

Ranking criado pela Confederação Brasileira de Futebol para pontuar todos os clubes do Brasil.

## Torcidas
- Torcida Jovem Caldense
- Caldenchopp
- Lama Verde